# Im Wiebusch
Im Wiebusch ist eine Hofschaft von Halver im Märkischen Kreis im Regierungsbezirk Arnsberg in Nordrhein-Westfalen (Deutschland).

## Lage und Beschreibung
Im Wiebusch liegt östlich des Halveraner Hauptortes auf 349 m ü. NHN im Tal der Schlemme. Der Ort liegt an einer Nebenstraße, die bei Schröders Herweg und Ehringhausen von der Landesstraße 892 abzweigt und auch Grund und den Herweger Schleifkotten anbindet.  Weitere Nachbarorte sind Oberherweg, Collenberg, Stichterweide und Sticht.
Nördlich des Ortes verläuft die von der Schleifkottenbahn GmbH befahrenen Teilstrecke der Wuppertalbahn.

## Geschichte
Im Wiebusch wurde erstmals 1723 urkundlich erwähnt und entstand vermutlich ab 1705 als ein Abspliss von Schröders Herweg.
1818 lebten sechs Einwohner im Ort. 1838 gehörte Im Wiebusch der Ehringhauser Bauerschaft innerhalb der Bürgermeisterei Halver an. Der laut der Ortschafts- und Entfernungs-Tabelle des Regierungs-Bezirks Arnsberg als Kotten kategorisierte Ort besaß zu dieser Zeit ein Wohnhaus, eine Fabrik bzw. Mühle und ein landwirtschaftliches Gebäude. Zu dieser Zeit lebten sieben Einwohner im Ort, allesamt evangelischen Glaubens.
Das Gemeindelexikon für die Provinz Westfalen von 1887 gibt eine Zahl von elf Einwohnern an, die in zwei Wohnhäusern lebten.